# Hoplodrina plantaginis
Hoplodrina plantaginis är en fjärilsart som beskrevs av Jacob Hübner 1802. Hoplodrina plantaginis ingår i släktet Hoplodrina och familjen nattflyn. Inga underarter finns listade i Catalogue of Life.